# Пономарев, Демьян Иванович
Демьян Иванович Пономарёв (1887—1924) — начальник Центроштаба Донбасса, рабочий-революционер, организатор Красной гвардии.

## Жизнеописание
Родился в 1887 году в городе Дружковка. Работал металлургом. В 1910 был призван матросом на Балтийский флот. Большевик с 1912 года.
1 мая 1917 года во время празднований выступал на митинге как один из первых большевиков Дружковки. «Их не очень приветствовали, а меньшевики кричали долой».
В июле 1917 основал организацию большевиков первую в городе.
По утверждению Агаркова, Д. И. Пономарёву на первых сначала приходилось проводить свою работу нелегально, в обстановке неимоверных провокации, под угрозой в любой момент быть арестованным. Под руководством Пономарёва большевистская организация, как нечто единое и законченное целое, образовалась лишь накануне Октябрьского переворота.
Под влиянием Понамарева часть Дружковского организации эсеров-интернационалистов (группа Радченко) осенью приняли большевистский позицию. После Октябрьской революции Пономарёв вёл активную политработу в Константиновке, где разоблачал перед рабочими политику меньшевиков и эсеров.
4 декабря 1917 на Вседонецком съезде ревкомов Демьяна избрали членом бюро и назначили начальником Центроштаба Донецкого бассейна. Активно формировал красногвардейские отряды для сопротивления немецко-украинским оккупантам. После отступления с Донбасса работал на Южном фронте.
В январе 1919 был членом Ревкома Донбасса и первым Донецким губернским военкомом. В марте 1919 года Пономарёв был членом президиума на Первом губернском съезде советов Донецкой губернии, председателем которого был Артём Сергеев.
В 1920 году вернулся в Дружковку, руководил местной парторганизацией. Затем по болезни (туберкулёз лёгких) был отправлен на Кавказ, командовал Терскими красными войсками.
В 1924 году работал в Дружковке членом исполкома. Умер от туберкулёза 27 апреля 1924 года.